# Ćeotina
Die Ćeotina (kyrillisch Ћеотина, auch Ćehotina/Ћехотина) ist ein Fluss im Norden Montenegros bzw. im Osten von Bosnien und Herzegowina. Sie entspringt bei Kozica etwa 20 km südöstlich von Pljevlja am Südhang des Bergrückens Mataruge auf etwa 1250 m Höhe. Schon am Oberlauf wird der Fluss durch einen 1980 errichteten 59 m hohen Damm angestaut. Er sichert die beständige Kühlwasserzufuhr für das 8 km flussabwärts gelegene einzige Wärmekraftwerk Montenegros. 
In nordwestlicher Richtung durchfließt die Ćeotina die Stadt Pljevlja, wo sie durch die Abwässer der hier ansässigen Kohletagebaue verschmutzt wird. Hinter dem Ort Gradac durchquert sie in einer Schlucht überwiegend unbesiedelte Gebiete und bildet auf einem kurzen Teilstück die Grenze zwischen Montenegro und Bosnien-Herzegowina.
Nach 91 km mündet die Ćeotina in Foča von rechts in die Drina. Ihr Einzugsgebiet umfasst 1237 km².